# ويكلي
ويكلي هي فرقة فتيات كورية جنوبية تأسست في 2020.